# Lucy Parsons
Lucy Eldine González Parsons (nascida Lucia Carter; 1851 – 7 de Março de 1942) foi uma notável anarquista estadunidense que em sua infância no sul dos Estados Unidos fora escrava, mais tarde em sua vida aderiu ao movimento operário sendo uma das mais respeitadas oradoras de sua época. Foi também cônjuge de Albert Parsons, um dos libertários mártires da revolta de Haymarket em 1886.
Teve também um papel importante na fundação da organização sindical Industrial Workers of the World ao lado de Daniel De Leon, Eugene V. Debs, "Mother" Mary Harris Jones, William Trautmann, Vincent Saint John, Ralph Chaplin, entre outros.
Ao longo de sua vida deu forma a uma biblioteca de mais de 1 500 publicações que logo após seu falecimento em um incêndio seria apreendida junto com todos seus escritos pessoais por agentes do governo. É considerada por muitos libertários estadunidenses ainda hoje uma das anarquistas mais influentes de seu tempo.

## Biografia

### Primeiros anos no Texas
Lucy Parsons nasceu em 1851 na Virgínia. Sua mãe era uma afro-americana escravizada por um homem branco chamado Tolliver, que pode ter sido o pai de Lucy. Em 1863, durante a Guerra Civil, Tolliver se mudou para Waco, Texas, com seus escravos.
Parsons disse que era nascida no Texas tinha descendência mexicana, mas correspondências organizacionais e pessoais revelam que ela não era, como muitos pensaram, Lucia Eldine González, e sim Lucia Carter, e nascida na Virgínia.
Pouco se sabe sobre sua vida após a mudança para o Texas. Ela trabalhou como costureira e cozinheira para famílias brancas. Parsons viveu com, ou foi casada com, um ex-escravo, Oliver Gathing, por um tempo anterior a 1870. Durante esse relacionamento, ela teve um bebê que morreu ao nascer.
Em 1870 Lucy conheceu Albert Parsons, um ex-soldado Confederado que logo se tornaria seu marido. Seu casamento, no entanto, era ilegal já que existiam naquela época leis contra a miscigenação (leis que proibiam o casamento e a coabitação entre pessoas brancas e membros de outras raças) proibindo casamentos interraciais. Albert àquela época já havia levado um tiro na perna e sido ameaçado de linchamento por defender os direitos de pessoas negras.
Mesmo com todas as possíveis retaliações que poderiam sofrer por serem um casal inter-racial e ativista pela liberdade de negros e negras, Lucy e Albert se casaram em 1871. Ambos logo seriam forçados a fugir do estado do Texas para a cidade de Chicago por conta de uma série de ameaças que passaram a receber. Durante a jornada, Parsons alterou seu primeiro nome de Lucia para Lucy.

### Em Chicago

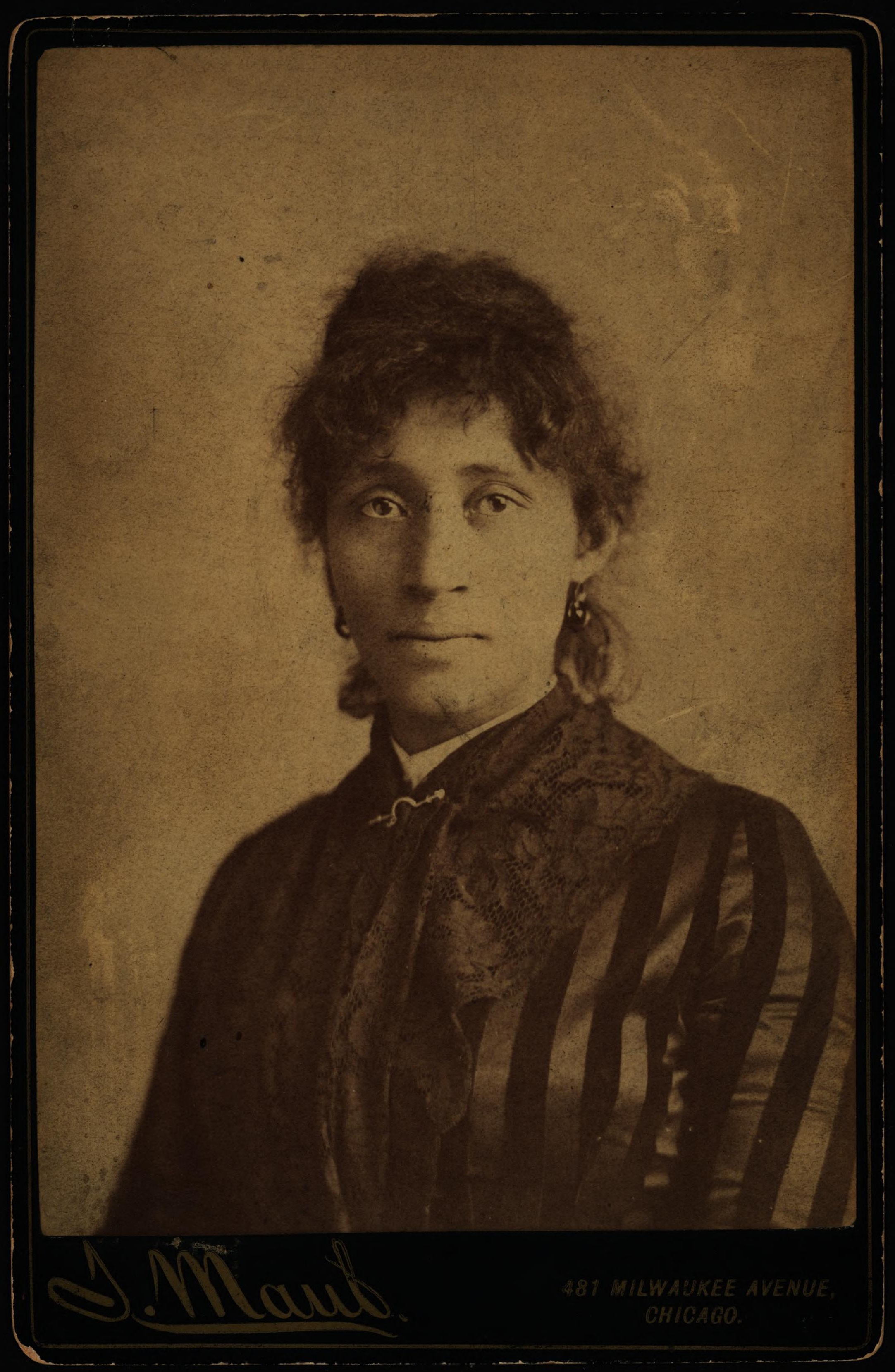
Retrato de Lucy Parsons em 1886.

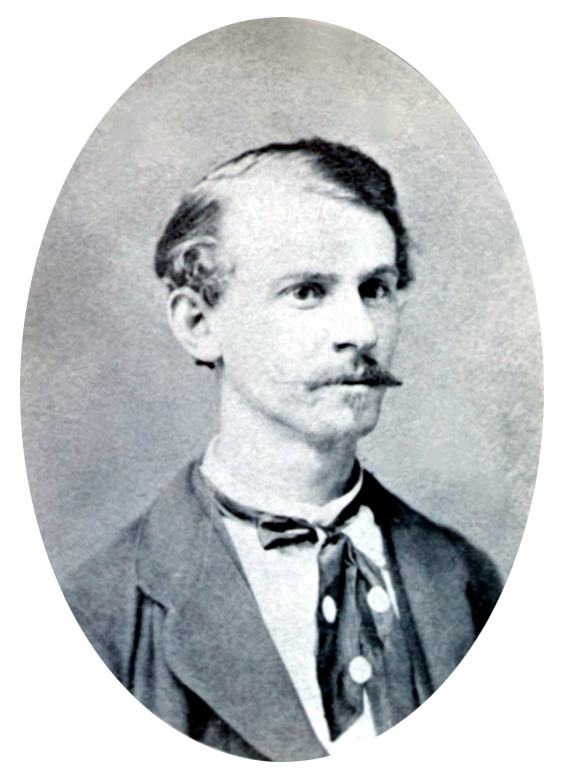
Retrato de seu marido, Albert Parsons, em 1880, seis anos antes de sua execução.

Ao chegarem a Chicago Albert Parsons conseguiu um emprego de auxiliar em uma gráfica enquanto Lucy abriu um ateliê de costura onde fazia vestidos por encomenda. Ao mesmo tempo os Parsons tornaram-se figuras ativas em organizações libertárias, primeiramente se envolvendo com o movimento operário em fins do século XIX, mas também participando de formas de ativismo revolucionário em favor de presos políticos, afrodescendentes, desabrigados e mulheres.
Ambos contribuíram para uma série de jornais com artigos e resenhas. Lucy escreveu para o periódico The Socialist e The Alarm, o jornal da Associação Internacional dos Trabalhadores (IWPA) que o casal juntamente com outros colaboradores, fundaram em 1883.
Em 1886 Lucy Parsons sofreria um duro golpe. Sem nenhuma evidência apresentada a corte que ligasse Albert Parsons às bombas da revolta de Haymarket, Albert foi preso e condenado à morte junto com August Spies, Adolph Fischer, Louis Lingg e George Engel pelo estado de Illinois. Todos eles anarquistas envolvidos com o movimento operário e na luta em favor da jornada laboral diária de oito horas.
A execução de Albert Parsons ocorreu no dia 11 de novembro do ano seguinte (1887) e juntamente com a execução dos outro quatro anarquistas tornou-se um marco para o movimento de trabalhadores do mundo, que passaram gradualmente a adotara todo aniversário dos eventos de Haymarket, 1 de Maio, como dia de memória e manifestações da classe trabalhadora.
Em 1892 após publicar Liberdade: Uma publicação mensal Anarquista-Comunista Revolucionária, Lucy Parsons quase acabou presa pelo teor de seus discursos em espaços públicos e por distribuir literatura anarquista.

### Divergências com Emma Goldman
Em sua defesa da causa anarquista, Parsons entrou em desentendimento ideológico com outros anarquistas seus contemporâneos, incluindo Emma Goldman, devido à sua opção de considerar a questão de classe superior às questões de gênero e à luta pela liberdade sexual (amor livre). Na opinião de diversos historiadores Emma Goldman e Lucy Parsons representam diferentes gerações do anarquismo nos Estados Unidos. Tal fato acabou por resultar em um conflito pessoal e ideológico. Carolyn Ashbaugh analisou as divergências entre as duas:
"O feminismo de Lucy Parsons considerava que a opressão sofrida pelas mulheres era resultante direto do capitalismo, fundamentava-se diretamente nos valores da classe trabalhadora. O feminismo de Emma Goldman tinha um caráter abstrato de liberdade para as mulheres em todas as coisas, em todos os tempos, e em todos os lugares; seu feminismo estava tinha uma origem diversa que das classes trabalhadoras. Goldman representava o feminismo defendido no movimento anarquista da década de 1890 [e depois]. Os intelectuais anarquistas questionariam Lucy Parsons sobre suas atitudes com relação a questão das mulheres.

### Atividades no início do século XX

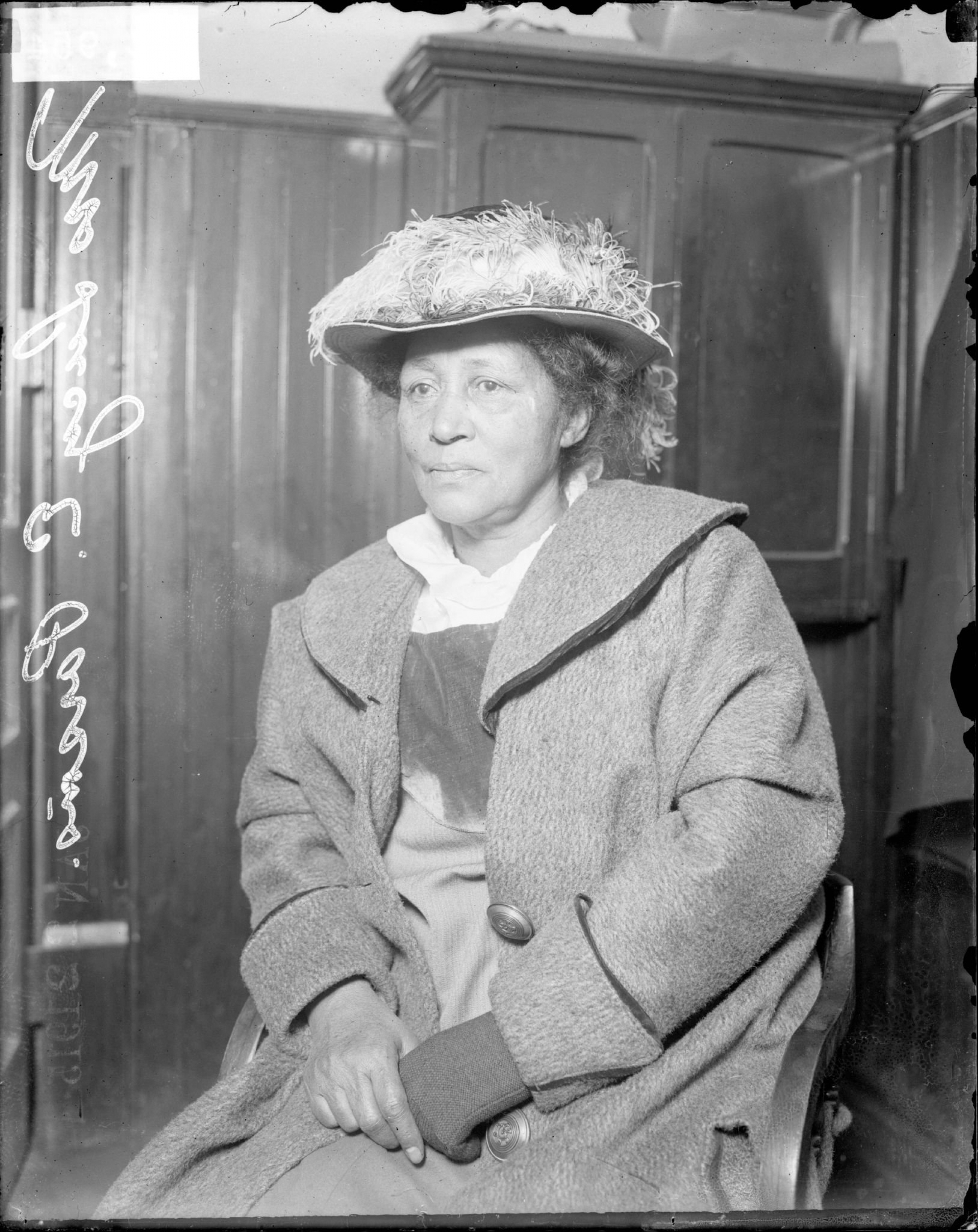
Lucy Parsons na delegacia em 1915 por conta das manifestações de 12 de fevereiro.

Em 1905 participou da fundação da organização Industrial Workers of the World, e começou a editar o periódico Liberator, que servia de veículo de comunicação para a IWW na cidade de Chicago. O foco de Lucy em todas as ocasiões tinha como base a luta de classes contra a pobreza e o desemprego. Em janeiro de 1915 Parsons organizou pessoalmente Manifestações de Famintos pelas ruas de Chicago, levando a reboque a Federação Americana do Trabalho, o Partido Socialista e o Abrigo Janes Addams a tomar parte em uma gigantesca manifestação em 12 de fevereiro.
Na ocasião Parsons - que alguns anos mais tarde, em 1920 seria definida pelo Departamento de Polícia de Chicago como "mais perigosa que mil insurrectos" -, teria dito, "Minha concepção de greve no futuro não é uma paralisação que ao seu fim as pessoas vão embora retornando a fome, mas uma greve em que todos se manterão paralisados e tomarão para si os meios de produção necessários."(Wobblies! 14)
Em 1927 começou a trabalhar no Comitê Nacional de Defesa do Trabalho, uma organização progressista que tinha como foco defender a liberdade de organização de atividades políticas dos trabalhadores e se contrapor aos muitos episódios em que afro-americanos foram injustamente acusados por crimes que claramente não haviam cometido como no caso dos Nove de Scottsboro e de Angelo Herndon.

### Senioridade e morte
Parsons continuou com seus ferozes discursos na Praça Bughouse de Chicago até os 80 anos, num dos quais ela teria inspirado Studs Terkel. Uma de suas maiores aparições foi durante a Internacional Harvester em fevereiro de 1941.
Lucy Parsons faleceu em 7 de março de 1942, aos 89 anos, cega e debilitada pela idade, em um incêndio acidental. Seu marido, à época, George Markstall, morreu no dia seguinte, em consequência das queimaduras que sofreu enquanto tentava salvá-la das chamas.
Mesmo após sua morte o estado continuou considerando-a uma ameaça, e por isso a polícia apreendeu sua biblioteca de 1 500 livros com temáticas relacionadas ao sexo, movimento operário e anarquia, bem como todos seus escritos pessoais. Seus restos mortais foram enterrados junto aos de seu cônjuge, nas proximidades do Monumento de Haymarket, no Cemitério Waldheim (atualmente Cemitério Forest Home), em Forest Park, Chicago.

## Legado

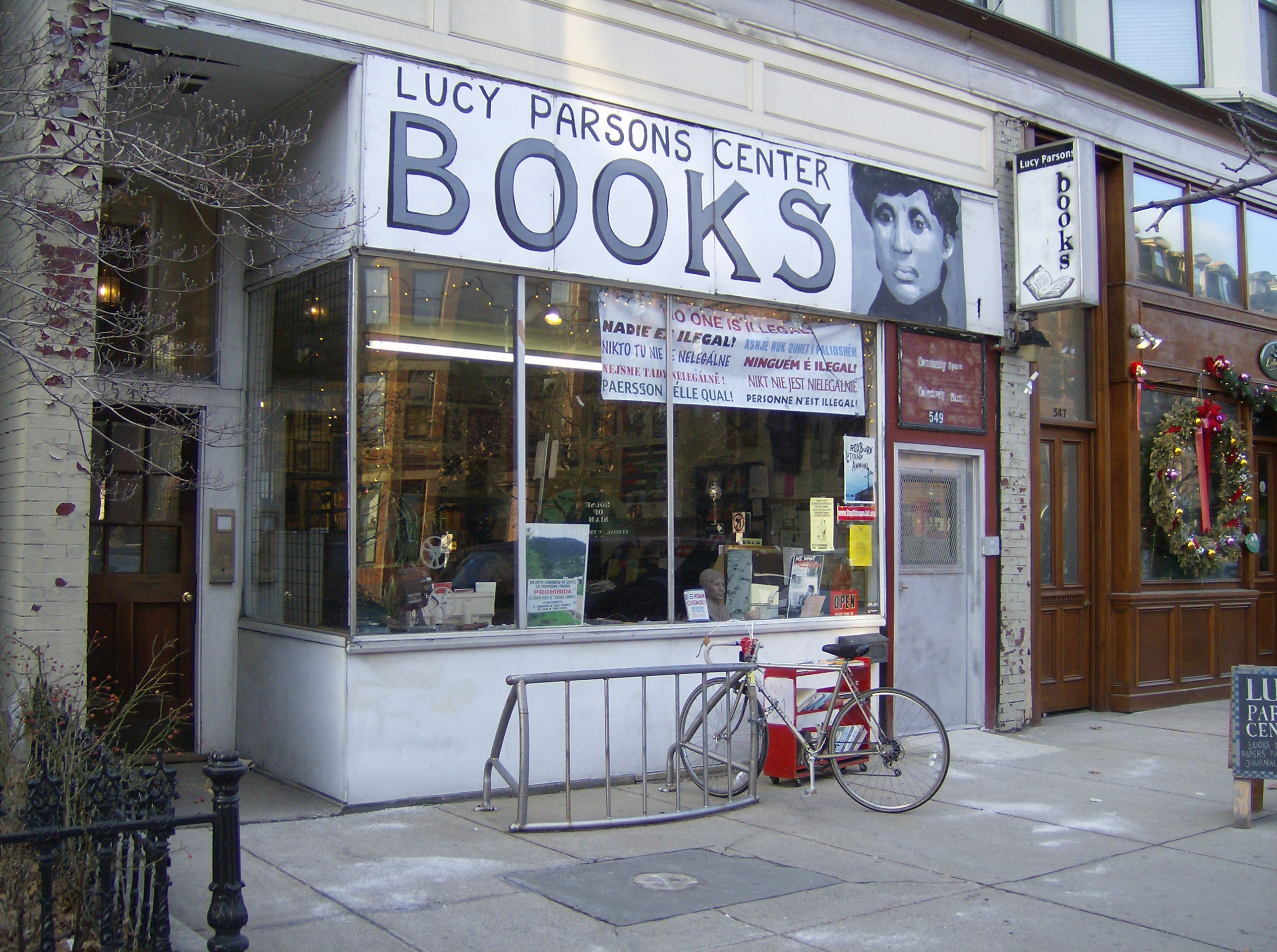
Fachada do Lucy Parsons Center, na cidade de Boston.

Na cidade Boston existe uma grande Infoshop especializada em material libertário e do movimento laboral que recebe o nome de Lucy Parsons Center. Fundado em 1969 com o nome de RedBook, a Infoshop recebeu o nome em homenagem a Parsons em 1992 quando assumiu o carater de cooperativa autônoma sem fins lucrativos.
Em maio de 2004, a prefeitura de Chicago deu o nome de Lucy Parsons a um parque (um estacionamento tornado área verde) cercado por fábricas na Avenida Belmont no 4 712."Isso significa que ainda haverá trabalhadores ao seu redor" disse por ocasião da inauguração do parque, Aldelman, pesquisador emérito da história operária e professor da Universidade de Illinois.
Em 16 de Julho de 2007, um livro que supostamente pertenceu a Lucy Parsons foi apresentado em um segmento do programa televisivo Public Broadcasting Service, History Detectives. Durante o segmento foi determinado que o livro, que era uma biografia sobre a vida e julgamento do ativista August Spies, tratava-se na verdade de uma cópia publicada e vendida por Parsons como forma de levantar fundos para impedir a execução do seu marido em 1885. O segmento apresentou também um panorama sobre a vida de Parsons e sobre a Revolta de Haymarket.

### Teatro e cinema
Em 1989 foi produzido um filme pela produtora Rose Dutcher Films Ltd para a televisão britânica chamado "Lucy Parsons Meets William Morris: A Hidden History". O filme ficcionaliza uma visita da anarquista a Londres, após a execução de Albert Parsons, com a finalidade de encontrar outros ilustres ativistas britânicos, entre eles o artista gráfico William Morris, a época também um ativista político dos direitos dos trabalhadores na Inglaterra.
Em 2005 estreou em Chicago a peça "Day of Reckoning", sobre a vida e a militância de Lucy Parsons junto aos negros e trabalhadores, tanto na pequena localidade de Waco, onde nasceu, como na cidade de Chicago, com suas greves e agitações.